# Monk Islands
Die Monk Islands (englisch für „Mönchsinseln“; spanisch Islotes Monje) sind eine Gruppe sehr kleiner Inseln und Klippenfelsen im Archipel der Südlichen Orkneyinseln. Sie liegen 2,5 km südlich des Meier Point vor der Südküste von Coronation Island.
Der norwegische Walfängerkapitän Petter Sørlle kartierte sie während seines Besuchs der Südlichen Orkneyinseln von 1912 bis 1913 und benannte sie als Munken (norwegisch für „der Mönch“). Etabliert ist dagegen die anglizierte Form, wie sie auf Kartenmaterial zu finden ist, das im Zuge von Vermessungen durch Wissenschaftler der Discovery Investigations im Jahr 1933 entstand.